# Cindy Devine
Cindy Devine (ur. w 1960 w Maracaibo, w Wenezueli) – kanadyjska kolarka górska, trzykrotna medalistka mistrzostw świata.

## Kariera
Jej matka jest Islandką, a ojciec Kanadyjczykiem, jednak Cindy Devine urodziła się w Maracaibo w zachodniej Wenezueli. Pierwszy sukces w karierze osiągnęła w 1990 roku, kiedy zdobyła złoty medal w downhillu podczas mistrzostw świata w Durango. Mistrzostwa te były pierwszymi oficjalnymi mistrzostwami organizowanymi UCI, tym samym Devine została pierwszą oficjalną mistrzynią świata w downhillu. Na rozgrywanych rok później mistrzostwach w Ciocco w tej samej konkurencji Kanadyjka była trzecia za Giovanną Bonazzi z Włoch i Francuzką Nathalie Fiat. Trzecie miejsce zajęła również na mistrzostwach świata w Bromont w 1992 roku, gdzie wyprzedziły ją dwie Amerykanki: Juli Furtado oraz Kim Sonier. Nigdy nie wystąpiła na igrzyskach olimpijskich.